# Los Chorbos
Los Chorbos fue un grupo musical de España.

## Historia
Los Chorbos fue uno de los grupos españoles que a mediados de los años 1970 fusionó el flamenco y el rock para dar lugar a un nuevo pop urbano. Sus componentes, procedentes de Caño Roto, barrio marginal de Madrid, eran de familias gitanas que ya habían tenido contacto con el mundo del flamenco.
Su primer disco, El sonido Caño Roto (1975), contenía temas que sonaron mucho, como "Tendrás una nueva ilusión", pero las ventas no fueron las esperadas, y CBS, su compañía discográfica, dejó de apostar por este estilo musical en el que habían triunfado grupos como Las Grecas.
Tras este trabajo, algunos de sus componentes regresaron a los tablaos flamencos. Por su parte, Manzanita, que tenía por entonces diecinueve años, inició una exitosa carrera en solitario.
En 1989 volvieron a reunirse para grabar otro álbum, Caño Roto ataca de nuevo, que fue recibido con indiferencia en una época en la que en su terreno destacaban grupos como Ketama.

## Discografía
- El sonido Caño Roto (CBS, 1975).
- Caño Roto ataca de nuevo (CBS, 1989).